# Racconti di finestra
Racconti di finestra è un album di Benito Urgu che raccoglie delle gag registrate in studio nei primi anni '90. Uscito inizialmente in musicassetta, è stato ristampato su CD nel 2003 da Frorias Edizioni.

## Tracce
Tutti i brani e le gag sono di Benito Urgu.
1. Racconti di finestra (Parte Prima) – 23:04
2. Racconti di finestra (Parte Seconda) – 22:10